# 田中博 (競輪選手)
田中 博（たなか ひろし。1947年3月6日 - ）は、日本競輪選手会群馬支部に所属していた元競輪選手。日本競輪学校第21期生で、同期にはスピードスケート選手から転身した伊藤繁、1964年東京オリンピック代表（トラックレース）の河内剛、同じく東京オリンピック代表（ロードレース）の大宮政志がいるという、エリート集団のうちの一人であった。
また、福島正幸、阿部道と後に三強を形成し、競輪史に残る名選手でもあった。

## 経歴
デビュー戦は1965年9月5日の後楽園競輪場で迎え、初勝利も同日。
1969年、岸和田競輪場で行われた第14回オールスター競輪を優勝しGI初優勝。このときの優勝というのは、三強の中では最初に達成されたもの。しかし同期としては前年の1968年に伊藤繁が年間3つのGIタイトルを奪っていたこともあって一番乗りというわけではなかった。
翌1970年、この年は9月の開催となった高松宮杯競輪を制し、2つ目のタイトルを奪取。この決勝戦では、2着に町田克己、3着に福島が入り、群馬勢が表彰台を独占。またこの年は福島が最後の開催となった秩父宮妃賜杯競輪と、年末の競輪祭を制覇し、三強時代の形成及び群馬王国を築き上げつつあった年でもあった。そして翌1971年の競輪祭を阿部が制したことで、三強時代は確立されていく。

### ラインを組まない
一方、福島との関係という点においては、今でも有名な話であるが、お互いにラインを組んで競走をした例がなかった。互いに捲り、追い込みを中心とした脚質であったことに起因するとも言われているが、福島と決定的に違うのは練習環境にあった。
鈴木保巳という師匠の庇護の下でトレーニングを積む福島に対し、田中にはこれといった師匠がおらず、日ごろから自分で練習等を組み立てていくという「一匹狼」的なところがあった。また過去に一度だけとあるレースでラインを組んだことがあったらしいが、その一戦では連携が思うようにいかず、それでしこりを残したとも言われている。
しかしながらGI決勝において田中と福島の裏表で決着した回数は3回あったことから、当時のファンは二人が同県にもかかわらずラインを組まないということについては、さほど気にかけなかったようである。つまり田中も福島も、お互いラインは組まないが、車券面でファンに迷惑をかけてはいけないという点については共通した考えを持っていたと考えられる。またレースを離れた両者の関係というのは険悪どころか、普通に会話ができるほどの関係であったと言われ、要は互いにライバル心をむき出しにしていたのはレースのときだけだったと考えられる。

### 福島の全冠制覇を阻止
70年の宮杯で2度目のGIタイトルを取った田中だが、その後はGIタイトルから見放され、対して「群馬王国」の中では、着々とGIタイトルを制覇していく福島や、長年GI決勝では2着続きだったものの、71年の宮杯、72年のオールスターを制した稲村雅士の影に隠れつつある状況であり、また三強の中では最後にタイトルを制した阿部のスケールの大きなレース振りには将来性を感じさせるものがあり、田中の存在はいささか薄くなりつつある状況ともなっていた。
そんな中、三強が激突した1974年の日本選手権競輪（西武園競輪場）決勝において、阿部の捲りを完全に封じ込んだ福島がほぼ優勝を手中にしかけ、史上初のグランドスラム達成も目前と思われたところ、田中が直線で一気に追い込み、最後は福島を捕らえて優勝を果たす。と同時に福島の全冠制覇達成を阻止した。
実は前年のオールスター（高松競輪場）決勝においても、三強のゴール前における壮絶なデッドヒートが展開されたが、田中はわずかに福島に届かず2着に終わっており、この一戦はそのときの借りを返したものであった。

### 三強時代、群馬王国の終焉
1975年、日本選手権連覇を目指す田中は決勝へと進出。また福島も決勝へと駒を進め、阿部が脱落していたことから、前年の選手権決勝同様、両者のいずれかが優勝する可能性が高いと見られていた。これに対し同期の伊藤がこの大会のゴールデンレーサー賞を制して好調だったことから、久々のタイトル制覇の期待もかけられていた。
ところが、最終ホーム過ぎにカマシ気味にスパートをかけた当時22歳の愛知の高橋健二が2角付近で先頭に躍り出るや、その動きに反応できなかった前受けの福島が落車。これに同期の河内も乗り上げ、田中、伊藤は2人の落車の影響を受けて高橋に4角付近まで大きなリードを許した。2人は懸命に高橋を追うも届かず。高橋優勝、伊藤2着、田中は3着となった。
決勝3着ということで、連覇こそ逃したものの、田中は決勝にさえ駒を進められなかった阿部や、落車してしまった福島と比べると及第点ともいえる成績であったが、実はこの一戦を境に過去5年間で11回ものGIタイトルを奪取してきた三強時代は崩壊し、また群馬王国にも終焉の時代が訪れることになるという、歴史的な一戦となってしまったのである。

### 何とか決勝へは進んだが
1976年、地元バンクの前橋競輪場で第19回オールスター競輪が行われ、6･4･9･7の節間成績で全くいいところがなかった福島に対し、田中は5･5･1の成績で何とか決勝へと駒を進めた。地元勢の中では田中だけが決勝進出を決めていた。
しかしレースのほうは、完全優勝がかかった菅田順和と、無冠返上を期す福島と同期の藤巻昇の叩きあいとなり、藤巻が最終1センターにおいて菅田を叩ききった時点でほとんどこのレースの大勢は決した形となった。藤巻は弟・清志とワンツーを決め、一方田中は何とか3着に入ったものの、ただ流れ込んだだけといった内容であった。
田中は福島ら地元勢が軒を並べて決勝を前にして脱落する中、何とか決勝進出という最低ノルマだけは果たしたかったと後述。つまり優勝争いを演じるだけの力は既に残っていなかったと考えられる。そして田中はこの後、GIにおける決勝進出はとうとう一度も果たすことができなかった。
その後田中は2002年8月まで現役を続ける。通算勝利数は771勝で、三強の中では一番通算勝ち星が多い。しかし三強の中で最も地味な存在であったのもまた田中であり、福島や阿部のような饒舌さも持ち合わせていなかった。
しかし、「頭脳の福島」、「華麗な阿部」と評すならば、田中は三強の中では一番勝負根性があり、とりわけ福島に対するライバル心は相当なものであった。